# ピラミッド・テキスト

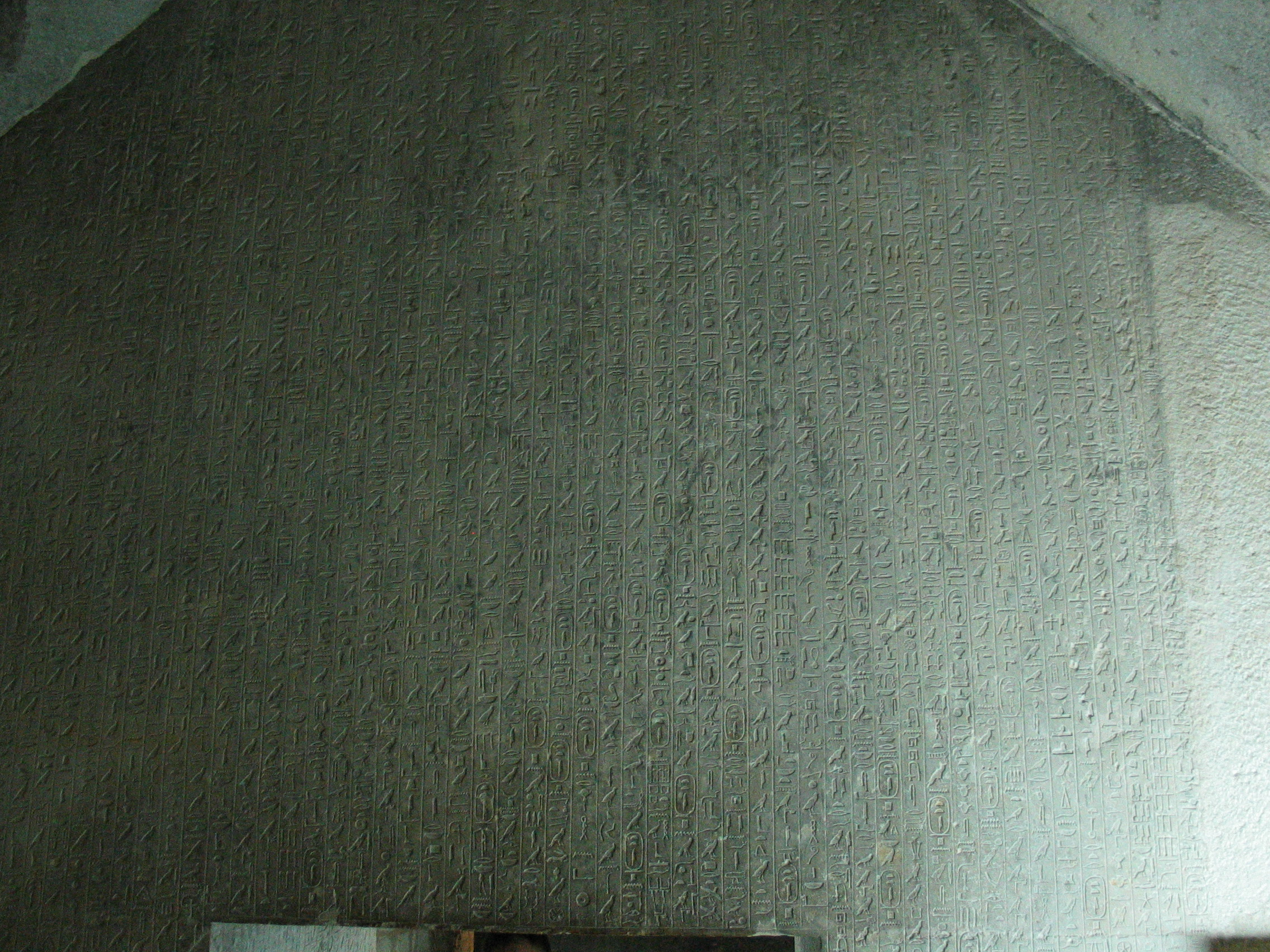
サッカラにあるテティのピラミッドの地下室の壁に刻まれたピラミッド文字 。

ピラミッド・テキスト（The Pyramid Texts）は、古代エジプト既知最古の、古王国に遡る聖典。
第3王朝から第5王朝の間に編集されたと考えられ、初期のエジプトの思想を知る上で、最も重要で包括的なものである。
使用されている言語は、「古エジプト語」であり、文字列は全て縦書きである。

## 概要
ピラミッド・テキストはピラミッド内部に刻まれた呪文である。現在知られている呪文は、759である。
これは質の落ちたピラミッドしか建造できなくなった王達が、呪力に頼って天界へ入ろうとしたことから、誕生した呪文である。また、初期の墓やピラミッドにおける掠奪や、王家の墓の造営を次第に圧迫する経済事情から、王の再生、復活を確保したいと願う古代エジプト人を呪力にたよらせる結果となった。
ピラミッド・テキストは、今では世界最古の文学とも言えるものであり、幾つかの時代の作品を編集したものと考えられている。
第5王朝の最後の王であるウナスが、サッカーラの自分のピラミッドの中に、初めてこれらの呪文を記した。ここでは、呪文は入口の広間と埋葬室の壁に刻されていた。また、ピラミッド・テキストは、第5王朝時代時代最後の王ウナスを初手として、第6王朝のテティ、ペピ1世、メルエンラー1世、そしてペピⅡ世などの王たちとペピⅡ世の三人の王妃（ウジェブテン、ネイト、イブート）、そして、第1中間期にエジプトを支配していたと思われるイビ王のピラミッドの内部に見ることができる。複数のピラミッドに共通する呪文も多いが、全てのピラミッドに見られる呪文は極めて少ない。これらのテキストから発展したものが、後の時代にみられる。中王国時代には、テキストは、貴族たちの棺にも刻されていた（これはコフィン・テキストとして知られている）。そして、これらのテキストは、テーベの死者の書の基礎をなすものとなった。

## テキストの構成
これらのテキストは順不同で、これを編集した者には、内容を系統立てて配列しようとする意図がなかったと考えられる。また、テキスト内部に見られる矛盾を正し整理する意志も見られない。これは、全て魔法というものには効果があり、呪文を集めたものには個々の魔法の効力を増幅する力があるという古代エジプト人の思想をよく反映している。こうした観点から、テキストを整合性のあるものにしようとすることに、彼らは何の利点も見出さなかったにちがいない。初期の概念がそのまま残され、少しでも多くの手段が与えられるように、ピラミッド・テキストは構成されていた。

## テキストの内容
この中には、神話、伝承、天文学、宇宙観、地理、歴史的事柄、儀式、祭礼、魔術、道徳などに関することが書かれている。基本的に、これらのテキストは、王に翼、階段、斜面など天国へ行けるためのありとあらゆる手段を与える呪文を記している。
王の永遠性と再生は、テキストの中で約束されていて、時には、そのために神の力が求められ、また他の場合には、王自身の力でその永遠性を得ている。これらの中で、最も有名なものは「食人の讚歌」と呼ばれるものに見られ、ここには、王が神々をむさぼり食い、彼らの力を自分自身のために奪っている様子が描かれている。
このテキストはヘリオポリスの神官たちによって整理され、そこにある呪文には、少なくとも三つの異なる要素を見出すことができる。
第一の要素としては、先王朝時代からの古い信仰がはっきりと見られることである。口承で伝えられたこれらの思想は、ピラミッド・テキストに書き込まれる以前に、オストラコンなどに書かれたものと思われ、古代の王たちが行なった儀式の様子、上・下エジプト両国の統一に先立つ時代の闘争、そして食人の風習などについて触れている。
食人賛歌には、死者の骨を集める慣習のことが書かれているが、これは、初期王朝時代に、ミイラ作りの最初の試みがなされる以前の慣習であったと考えられる。
呪文のほとんどは、第二の範疇に属するものであり、王の天における死後の生活の様子を反映している。星辰崇拝と太陽神崇拝というふたつの重要な信仰が、その基本的類似性から、初期の時代に出現したものと思われるが、このテキストの中で、王は、星や太陽神ラーと同一視されていた。
しかし時代が進むと共に、星辰崇拝は太陽崇拝に吸収されていったものの、古王国時代の王たちの中には、太陽神ラーからの独立を明確に表わすために、ピラミッド建設の伝統を破った者もいた。伝統を破った者の中で、最も顕著な例は、シェプスセスカフ王のマスタバ墳である。
テキスト中の第三の要素は、古王国時代末にオシリス信仰が勃興したことを反映している。これは、古代の植物の成長の神、あるいは冥界の王として人格化されているオシリスが、彼の王国で、永遠の生命を約束することができるという信仰を中心としてでき上がったものである。初めは、王たちにのみ約束されていた死後の生命は、中王国時代になると、貴族階級の者たちも手に入れることが可能となった。
ピラミッド・テキストの目的を最も良く説明しているのは、これらのテキストが、かつて解決されたことのない信仰や宗教観をまとめ上げ、これらの呪文をその墓に書き込むことによって、王が、死んでのちもさまざまな主要な宗教的要素から得た呪力を保ち、利用することができたというものである。
王の遺体は、これら壁の呪文を見ることができたため、すなわち埋葬室へと続くピラミッド内部の通路や部屋を通っていく最後の旅路の間、そこから力や精神的支えを得ることができたと、信じられていたのであろう。